# Тредуб’я
Тредуб’я (рос. Тредубье) — присілок в Торжоцькому районі Тверської області Російської Федерації.
Населення становить 128 осіб. Входить до складу муніципального утворення Мошковське сільське поселення.

## Історія
Від 2005 року входить до складу муніципального утворення Мошковське сільське поселення.

## Населення
| 1859 | 1886 | 1997 | 2002 | 2010 |
| ---- | ---- | ---- | ---- | ---- |
| 734  | ↗925 | ↘211 | ↘127 | ↗128 |